# BEMAC
BEMAC株式会社（ビーマック）は、愛媛県今治市野間に本社を置く企業。1946年に漁船を対象とする蓄電池の充電と販売を行う企業として創業。現在は大型船舶の配電システムや制御システムなど、電気機器全般の設計・製造・工事・メンテナンスを一貫して手掛けている。
2002年、本格的な海外進出を前に、技術・製品・サービスを総称するコーポレートブランドとして「BEMAC（ビーマック）」を制定。2019年、現社名に変更。
現在は、グループ企業を含めた「BEMAC渦潮グループ」を形成し、創業時から続く舶用機器ビジネスを中心に、産業プラント事業、EV（電気自動車）事業、ITコンサルティング事業などを展開している。

## 主な事業所
- 今治本社：みらい工場 - 愛媛県今治市野間甲105番地
- 東京本社：東京支社 / 東京データラボ -  東京都千代田区有楽町1丁目1番2号東京ミッドタウン日比谷日比谷三井タワー32階
- 東京インテグレーションベース - 東京都千代田区神田駿河台2丁目3-6CIRCLES御茶ノ水9F
- 大西工場 - 愛媛県今治市大西町九王甲1520番地
- 波方工場 - 愛媛県今治市波方町郷甲1239番地
- 西条工場 - 愛媛県西条市ひうち字東ひうち18番地18
- 丸亀工場 - 香川県丸亀市昭和町6番地
- 三原工場 - 広島県竹原市忠海長浜三丁目1番7号
- 大阪支社 - 大阪府大阪市西淀川区佃4丁目10番1号BEMAC Kiden(株)内2F
- 博多営業所 - 福岡県福岡市博多区博多駅南2丁目1番5号博多サンシティビル8階807号
- アムステルダム駐在員事務所 - De Cuserstraat 93, Amsterdamse Bos 3F, 1081CN Amsterdam, The Netherlands

## 沿革

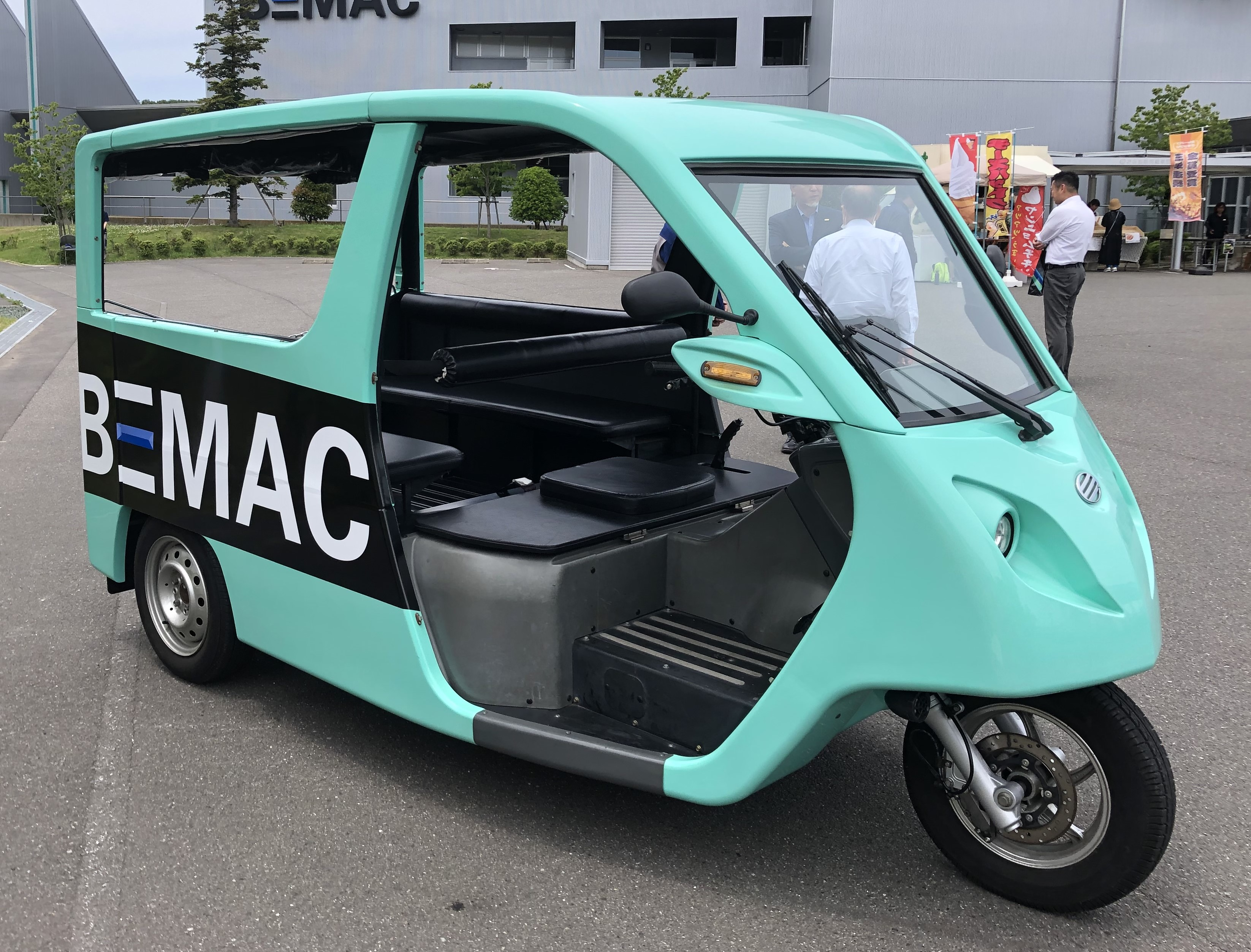
BEMAC　電動三輪車両（E-TRIKES）

- 1946年（昭和21年）- 創業者・小田茂が、漁船を対象とする蓄電池の販売充電を目的として渦潮電機商会を設立。
- 1952年（昭和27年）- 舶用配電盤事業開始。
- 1953年（昭和28年）- 来島船渠株式会社の設立と同時に専属の電気艤装工事業者となる。
- 1956年（昭和31年）- 渦潮電機商会から渦潮電機株式会社（うずしおでんき）に改組。
- 1960年（昭和35年）- 今治造船株式会社の電気艤装工事業者となる。
- 1961年（昭和36年）- 無線機、レーダーの据付、販売開始。
- 1967年（昭和42年）- 海運局公認船舶電気艤装工事業者となる。
- 1970年（昭和45年）- 小田道人司が社長就任。
- 1975年（昭和50年）- オランダ・ロッテルダムのデ・フープ・グロエンポルBV社と船舶電気のサービス委託契約を締結。
- 1976年（昭和51年）- 国際船舶電装協会（ISES）に加入。
- 1977年（昭和52年）
  - 遭難信号自動発信器サービスステーションとなる。
  - 海運局認定船舶電気艤装工事業者となる。
- 1978年（昭和53年）
  - 陸上受配電盤事業開始。
  - 救命筏サービスステーションとなる。
- 1985年（昭和60年）- 運輸省（現・国土交通省）認定製造事業場となる。
- 1996年（平成08年）- 財団法人日本海事協会舶用事業所承認事業所となる。
- 1997年（平成09年）- ISO 9001認証取得。
- 1998年（平成10年）- アメリカRTE社と冷凍コンテナPCT（電力線搬送）モニタリングシステムの技術及び代理店販売契約を締結。
- 1999年（平成11年）- 大阪機電株式会社がグループ企業となる。
- 2001年（平成13年）- 経営理念「光律探求企業」を制定。
- 2002年（平成14年）
  - ISO 14001認証取得。
  - コーポレートブランド「BEMAC」（ビーマック）を制定[1]。
- 2004年（平成16年）
  - OHSAS 18001認証取得。
  - ベトナム・ハノイ市郊外ドンアイン区タンロン工業団地内に現地法人『BEMAC PANELS MANUFACTURING VIET NAM CO., LTD.』 設立。
  - 中国・大連市に現地法人『渦潮船舶電機（大連）有限公司（英文名: BEMAC CONTROL (DALIAN) INC.)』設立。
- 2006年（平成18年）
  - 仏・シュナイダー社と舶用高圧配電盤のライセンス契約を締結。
  - 小田雅人が社長に就任。
  - FutureRays株式会社を設立。
- 2009年（平成21年）- シンガポールに現地法人『BEMAC Marine Engineering Service (S) PTE LTD』を設立。
- 2011年（平成23年）- トリトンEVテクノロジー株式会社を設立。
- 2012年（平成24年）- 中国・上海市に現地法人『渦潮船舶電機（大連）有限公司（英文名: BEMAC CONTROL (DALIAN) INC.)』の上海分公司を設立。
- 2014年（平成26年）
  - トリトンEVテクノロジーを吸収合併。
  - 世界最大級20,000個積みコンテナ船の電気設備・工事を受注。
- 2015年（平成27年）- フィリピン国エネルギー省（DOE）から3,000台の電動三輪自動車（E-Trikes）を受注。
- 2018年（平成30年）
  - 東京ミッドタウン日比谷に東京支社を移転、同時に東京データラボを開設。
  - MaSSA（決して止まらない船）コンセプトを発表。
- 2019年（平成31年/令和元年）
  - BEMAC株式会社へ社名変更[1]。
  - オランダにアムステルダム駐在員事務所を開設。
- 2020年（令和02年）
  - 本社を今治本社に改称、東京本社を新設。
  - グループ歴史館『渦潮邸』が落成。
- 2021年（令和03年）- みらい工場敷地内に新工場（□棟）竣工。
- 2022年（令和04年）
  - 驀進ベース（独身寮）竣工。
  - 株式会社グリップコーポレイションを吸収合併。
- 2023年（令和05年） - みらい工場敷地内にパワエレ試験棟（呼称・GIRD）竣工。
- 2024年（令和06年） - フィンランドの発電機メーカー「The Switch Engineering Oy」を三井物産と共同で買収[2]。

## 関連会社
- 渦潮エンタープライズ株式会社
- BEMAC Kiden株式会社
- FutureRays株式会社
- 渦潮船舶電機（大連）有限公司 BEMAC CONTROL (DALIAN) INC.
- BEMAC PANELS MANUFACTURING VIETNAM CO.,LTD.
- BEMAC STAR ASIA PTE.LTD．
- BEMAC ELECTRIC TRANSPORTATION PHILIPPINES INC.
- The Switch Engineering Oy

### かつての関連会社
- トリトンEVテクノロジー - 2014年1月に吸収合併し消滅。
- グリップコーポレイション - 2022年3月に吸収合併し消滅。

## その他
- 2019年、フィリピン政府から受注していた電動三輪タクシー3,000台を納入した[3]。